# Ліпняк (гміна Міхів)
Ліпняк (пол. Lipniak) — село в Польщі, у гміні Міхів Любартівського повіту Люблінського воєводства.
У 1975-1998 роках село належало до Люблінського воєводства.